# Elgin City FC
Elgin City is een Schotse voetbalclub uit Elgin in Moray.
De club werd in 1893 opgericht toen de Elgin Rovers en Vale of Lossie fuseerden. De eerste wedstrijd op 7 oktober werd gespeeld tegen Rangers Athletic, ook uit Elgin. Op 31 juli 1895 trad de club toe tot de Highland Football League en versloeg in de eerste wedstrijd Citadel met 7-2.
Elgin plaatste zich 3 keer op rij voor de beker van Schotland van 1908 tot 1910, de eerste Highland league club die dat deed, maar werd wel telkens in de eerste ronde uitgeschakeld. Vele spelers die later in de Scottish Football League zouden spelen begonnen hun carrière bij Elgin.
Na WOI had de club geen stadion meer en slechts £14 op de bankrekening. Eerst werd op Cooper Park gespeeld en in 1921 werd het huidige stadion Borough Briggs in gebruik genomen. In de jaren 20 eindigde de club 4 keer in de top 3 en kwalificeerde zich evenveel keer voor de beker. In 1932 won de club voor het eerst de Highland League. In de jaren 60 was de club oppermachtig met 7 titels. Ook in de Schotse beker boekte de club succesjes, in 1967 werd Ayr United door de club uitgeschakeld en het volgende jaar de Albion Rovers (3-1), Forfar Athletic (3-1) en Arbroath FC (2-0) alvorens Morton FC de club uitschakelde in de kwartfinale.
De jaren 80 waren iets minder en de club moest meestal tevreden zijn met een 2de plaats. In 2000 breidde de Premier League uit tot 12 clubs, zo kwamen er twee plaatsen vrij in de Third Division, die door Elgin City en Peterhead FC werden ingenomen. Elgin City FC is de enige club in het (semi)professionele Schotse voetbal die er niet in slaagde een keertje te promoveren.

## Erelijst
Elgin City heeft (nog) geen belangrijke prijzen gewonnen.

## Eindklasseringen
| 7 |

| 2 |

| 3 |

| 7 |

| 5 |

| 1 |

| 7 |

| 8 |

| 1 |

| 6 |

| 8 |

| 7 |

| 9 |

| 5 |

| 4 |

| 9 |

| 10 |

| 6 |

| 9 |

| 9 |

| 6 |

| 5 |

| 9 |

| 6 |

| 10 |

| 9 |

| 7 |

| 4 |

| 5 |

| 9 |

| 7 |

| 2 |

| 5 |

| 6 |

| 8 |

| 3 |

| 3 |

| 9 |

| 9 |

| 7 |

| 4 |

| Niveau 1 | Niveau 2 | Niveau 3 | Niveau 4 | Niveau 4/5 Highland League |

| Periode    | Niveau 1                | Niveau 2              | Niveau 3            | Niveau 4            |
| 1893-1975  | Division One            | Division Two          | Division Three      | --                  |
| 1975-1998  | Premier Division        | First Division        | Second Division     | Third Division      |
| 1998-2013  | Scottish Premier League | First Division        | Second Division     | Third Division      |
| 2013-heden | Scottish Premiership    | Scottish Championship | Scottish League One | Scottish League Two |

## Records
- Grootste overwinning: 18-1 tegen Brora Rangers in 1960
- Zwaarste nederlaag: 1-14 tegen Hearts in 1939
- Hoogste aantal toeschouwers: 12 608 tegen Arbroath in 1968